# Maripa (Convolvulaceae)
Pour les articles homonymes, voir Maripa.
Genre
Maripa est un genre de plantes à fleurs lianescentes ligneuses néotropicale, appartenant à la famille des Convolvulaceae et dont l'espèce type est Maripa scandens Aubl.. 

## Liste des espèces et variétés
Selon World Checklist of Selected Plant Families (WCSP) (21 février 2021) :
- Maripa axilliflora Mart. ex Meisn. (1869)
- Maripa densiflora Benth. (1846)
- Maripa elongata Ducke (1938)
- Maripa fasciculata Ooststr. (1933)
- Maripa glabra Choisy (1845)
- Maripa janusiana D.F.Austin (1973)
- Maripa lewisii D.F.Austin (1978 publ. 1979)
- Maripa longifolia Sagot ex Hallier f. (1893)
- Maripa nicaraguensis Hemsl., Biol. Cent.-Amer. (1882)
- Maripa panamensis Hemsl., Biol. Cent.-Amer. (1882)
- Maripa paniculata Barb.Rodr., Vellosia, ed. 2 (1891)
- Maripa pauciflora D.F.Austin (1973)
- Maripa peruviana Ooststr. (1933)
- Maripa putumayana D.F.Austin (1973)
- Maripa repens Rusby (1920)
- Maripa reticulata Ducke (1922)
  - variété Maripa reticulata var. reticulata
  - variété Maripa reticulata var. rugosa (Ducke) D.F.Austin (1973)
- Maripa scandens Aubl. (1775)
- Maripa stellulata Steyerm. (1968)
- Maripa violacea (Aubl.) Ooststr. ex Lanj. & Uittien (1940)
- Maripa williamsii Ooststr. (1933)

Selon Tropicos (21 février 2021) (Attention liste brute contenant possiblement des synonymes) :
- Maripa acuminata Rusby
- Maripa axilliflora Mart. ex Meisn.
- Maripa cayennensis Meisn.
- Maripa colombiana Gleason
- Maripa cordifolia Klotzsch ex Meisn.
- Maripa cuatrecasasii Moldenke
- Maripa decemlobata Stuckert ex Seckt
- Maripa densiflora Benth.
- Maripa elongata Ducke
- Maripa erecta G. Mey.
- Maripa fasciculata Ooststr.
- Maripa glabra Choisy
- Maripa janusiana D.F. Austin
- Maripa kuhlmannii (Hoehne) Ducke
- Maripa lewisii D.F. Austin
- Maripa longifolia Sagot ex Hallier f.
- Maripa maxilliflora Mart.
- Maripa nicaraguensis Hemsl.
- Maripa panamensis Hemsl.
- Maripa pancillora D.F. Austin
- Maripa paniculata Barb. Rodr.
- Maripa passifloroides Benth. ex Meisn.
- Maripa pauciflora D.F. Austin
- Maripa peruviana Ooststr.
- Maripa putumayana D.F. Austin
- Maripa repens Rusby
- Maripa reticulata Ducke
- Maripa rugosa Ducke
- Maripa scandens Aubl.
- Maripa spectabilis Choisy
- Maripa stellulata Steyerm.
- Maripa tenuis Ducke
- Maripa violacea (Aubl.) Ooststr. ex Lanj. & Uittien
- Maripa volubilis Pittier
- Maripa williamsii Ooststr.

## Histoire naturelle
En 1775, le botaniste Aublet propose la diagnose suivante : 

« "MARIPA. (Tabula 91.) 
CAL. Perianthium monophyllum, profundè quinquepartitum ; laciniis ſubrotundis, concavis, mutuò incumbentibus.
COR. monopetala, tubuloſa; tubus longus, baſi ampliatus, receptaculo germinis inſertus ; faux patens, ventricoſa ; limbus quinquefidus, lobis patulis, ſubrotundis, crenatis.
STAM. Filamenta quinque, brevia, versùs baſim tubo inſerta. Antheræ longaæ, biloculares.
PIST. Germen ovatum. Stylus longus. Stigma peltatum.
PER. . . . biloculare.
SEM. duo angulata in quolibet loculo. »